# Georg Christian Franz von Lobkowitz
Il Principe Georg Christian Franz von Lobkowitz (Vienna, 14 maggio 1835 – Praga, 22 dicembre 1908) è stato un politico boemo.

## Biografia

### La famiglia
Il principe apparteneva ad una nota famiglia dell'alta nobiltà boema, quella dei principi Lobkowitz. Suo padre era il principe August Longin Josef (1797-1842), mentre la madre Maria Anna Bertha zu Schwarzenberg, anch'essa appartenente ad una vecchia famiglia della nobiltà dell'impero austriaco; suoi cognati sarebbero stati il conte Erwin von Neipperg e il principe Alfred II zu Windischgraetz. Georg Christian sposò la principessa Anna del Liechtenstein, figlia di Luigi II del Liechtenstein. Ebbero sei figli:
- Anna Bertha Maria Caspara Leoa (1865-1917); sposò il conte Ferenc Esterházy de Gálantha;
- Marie-Theresia (1867-1945); sposò il conte Johann Jakob von und Eltz;
- Principe Georg August (1870-1890);
- Principe Friedrich (1881-1923), sposò la contessina Josephine von Thun und Hohenstein;
- Principe Johann Adolf (1885-1952), sposò la contessina Marie Czernin von und zu Chudenitz.

### La vita politica
Dopo gli studi di diritto entrò a far parte dell'entourage di Anton von Schmerling, allora ministro della giustizia dell'impero austro-ungarico. Divenuto uno dei principali esponenti della fazione più conservatrice dell'aristocrazia boema, tra il 1865 e il 1872 e tra il 1883 e il 1907 fu deputato al parlamento di Boemia, dal 1879 al 1883 lo fu presso il parlamento imperiale e nel 1883 venne ammesso presso la Camera dei signori d'Austria. Tra il 1871 e il 1872 e il 1883 e il 1907 fu Oberstlandmarschäll della Boemia, carica equivalente a quella di viceré e inferiore soltanto all'imperatore.

## Ascendenza
|                                         |                                    |                                         | Genitori                                             |  |  | Nonni |  |  | Bisnonni                                |  |  | Trisnonni                            |  |
|                                         |                                    |                                         |                                                      |  |  |       |  |  | August Anton Joseph Fürst von Lobkowitz |  |  | Johann Georg Christian von Lobkowitz |  |
|                                         |                                    |                                         |                                                      |  |  |       |  |  | August Anton Joseph Fürst von Lobkowitz |  |  | Johann Georg Christian von Lobkowitz |  |
|                                         |                                    | Maria Henriette von Waldstein           |                                                      |  |  |       |  |  | August Anton Joseph Fürst von Lobkowitz |  |  |                                      |  |
| Anton Isidor von Lobkowicz              |                                    |                                         |                                                      |  |  |       |  |  | August Anton Joseph Fürst von Lobkowitz |  |  |                                      |  |
|                                         |                                    | Ludmila Josefa Czernin z Chudenic       | František Antonín Czernin z Chudenic                 |  |  |       |  |  |                                         |  |  |                                      |  |
|                                         |                                    | Ludmila Josefa Czernin z Chudenic       | František Antonín Czernin z Chudenic                 |  |  |       |  |  |                                         |  |  |                                      |  |
|                                         |                                    | Ludmila Josefa Czernin z Chudenic       | Isabelle Jean Marie de Merode                        |  |  |       |  |  |                                         |  |  |                                      |  |
| August Longin von Lobkowicz             |                                    | Ludmila Josefa Czernin z Chudenic       |                                                      |  |  |       |  |  |                                         |  |  |                                      |  |
|                                         |                                    | Joseph Kinsky von Wchinitz und Tettau   | Franz de Paula Ulrich Kinsky von Wchinitz und Tettau |  |  |       |  |  |                                         |  |  |                                      |  |
|                                         |                                    | Joseph Kinsky von Wchinitz und Tettau   | Franz de Paula Ulrich Kinsky von Wchinitz und Tettau |  |  |       |  |  |                                         |  |  |                                      |  |
|                                         |                                    | Joseph Kinsky von Wchinitz und Tettau   | Maria Sidonie von Hohenzollern-Hechingen             |  |  |       |  |  |                                         |  |  |                                      |  |
| Maria Sidonia Kinská z Vchynic a Tetova |                                    | Joseph Kinsky von Wchinitz und Tettau   |                                                      |  |  |       |  |  |                                         |  |  |                                      |  |
|                                         |                                    | Rosa von Harrach                        | Ferdinand Bonaventura von Harrach                    |  |  |       |  |  |                                         |  |  |                                      |  |
|                                         |                                    | Rosa von Harrach                        | Ferdinand Bonaventura von Harrach                    |  |  |       |  |  |                                         |  |  |                                      |  |
|                                         |                                    | Rosa von Harrach                        | Maria Rosa von Harrach-Rohrau                        |  |  |       |  |  |                                         |  |  |                                      |  |
| Georg Christian Franz von Lobkowitz     |                                    | Rosa von Harrach                        |                                                      |  |  |       |  |  |                                         |  |  |                                      |  |
|                                         | Johann I Nepomuk von Schwarzenberg | Joseph I von Schwarzenberg              |                                                      |  |  |       |  |  |                                         |  |  |                                      |  |
|                                         | Johann I Nepomuk von Schwarzenberg | Joseph I von Schwarzenberg              |                                                      |  |  |       |  |  |                                         |  |  |                                      |  |
|                                         | Johann I Nepomuk von Schwarzenberg | Maria Theresia von Liechtenstein        |                                                      |  |  |       |  |  |                                         |  |  |                                      |  |
| Joseph II von Schwarzenberg             | Johann I Nepomuk von Schwarzenberg |                                         |                                                      |  |  |       |  |  |                                         |  |  |                                      |  |
|                                         |                                    | Marie Eleonore zu Oettingen-Wallerstein | Philipp Carl Dominicus von Oettingen-Wallerstein     |  |  |       |  |  |                                         |  |  |                                      |  |
|                                         |                                    | Marie Eleonore zu Oettingen-Wallerstein | Philipp Carl Dominicus von Oettingen-Wallerstein     |  |  |       |  |  |                                         |  |  |                                      |  |
|                                         |                                    | Marie Eleonore zu Oettingen-Wallerstein | Charlotte Juliane von Oettingen-Baldern              |  |  |       |  |  |                                         |  |  |                                      |  |
| Bertha von Schwarzenberg                |                                    | Marie Eleonore zu Oettingen-Wallerstein |                                                      |  |  |       |  |  |                                         |  |  |                                      |  |
|                                         |                                    | Louis-Engelbert d'Arenberg              | Charles Marie Raymond d'Arenberg                     |  |  |       |  |  |                                         |  |  |                                      |  |
|                                         |                                    | Louis-Engelbert d'Arenberg              | Charles Marie Raymond d'Arenberg                     |  |  |       |  |  |                                         |  |  |                                      |  |
|                                         |                                    | Louis-Engelbert d'Arenberg              | Louise Marguerite de La Marck                        |  |  |       |  |  |                                         |  |  |                                      |  |
| Pauline d'Arenberg                      |                                    | Louis-Engelbert d'Arenberg              |                                                      |  |  |       |  |  |                                         |  |  |                                      |  |
|                                         |                                    | Louise Antoinette de Brancas-Villars    | Louis-Léon de Brancas                                |  |  |       |  |  |                                         |  |  |                                      |  |
|                                         |                                    | Louise Antoinette de Brancas-Villars    | Louis-Léon de Brancas                                |  |  |       |  |  |                                         |  |  |                                      |  |
|                                         |                                    | Louise Antoinette de Brancas-Villars    | Elisabeth Pauline de Gand-Vilain                     |  |  |       |  |  |                                         |  |  |                                      |  |
|                                         |                                    | Louise Antoinette de Brancas-Villars    |                                                      |  |  |       |  |  |                                         |  |  |                                      |  |